# Карла-де-Рокфор
Карла́-де-Рокфо́р (фр. Carla-de-Roquefort) — коммуна во Франции, находится в регионе Окситания. Департамент коммуны — Арьеж. Входит в состав кантона Лавлане. Округ коммуны — Фуа.
Код INSEE коммуны — 09080.

## Население
Население коммуны на 2008 год составляло 158 человек.
| 1962 | 1968 | 1975 | 1982 | 1990 | 1999 | 2006 | 2008 |
| ---- | ---- | ---- | ---- | ---- | ---- | ---- | ---- |
| 169  | 162  | 148  | 109  | 143  | 158  | 160  | 158  |

## Экономика
В 2007 году среди 111 человек в трудоспособном возрасте (15—64 лет) 92 были экономически активными, 19 — неактивными (показатель активности — 82,9 %, в 1999 году было 61,6 %). Из 92 активных работали 79 человек (46 мужчин и 33 женщины), безработных было 13 (7 мужчин и 6 женщин). Среди 19 неактивных 13 человек были учениками или студентами, 2 — пенсионерами, 4 были неактивными по другим причинам.